# Tumba (Bungwe)
Tumba ist eine von vier Zellen (Verwaltungseinheiten 4. Ebene) im Sektor Bungwe des Distrikts Burera in der Nordprovinz von Ruanda. Sie liegt auf einer Höhe von etwa 2240 m. Nachbarzellen sind im Norden Bungwe, im Nordosten Gishambashayo, im Osten Muhambo, im Südosten Ryaruyumba, im Süden Rusekera und Remera, im Südwesten Rwambogo, im Westen Gabiro und im Nordwesten Mudugali. Im Süden grenzt Tumba an die Nationalstraße 21. Von dieser geht eine District Road Richtung Nordosten ab.